# Certonotus annulatus
Certonotus annulatus är en stekelart som beskrevs av Morley 1913. Certonotus annulatus ingår i släktet Certonotus och familjen brokparasitsteklar. Inga underarter finns listade i Catalogue of Life.